# Йосіф
Йосіф (рум. Iosif) — село у повіті Тіміш в Румунії. Входить до складу комуни Ліблінг.
Село розташоване на відстані 399 км на захід від Бухареста, 21 км на південь від Тімішоари.

## Населення
За даними перепису населення 2002 року у селі проживали 340 осіб.
Національний склад населення села:
| Національність | Кількість осіб | Відсоток |
| -------------- | -------------- | -------- |
| румуни         | 214            | 62,9%    |
| угорці         | 109            | 32,1%    |
| цигани         | 16             | 4,7%     |

Рідною мовою назвали:
| Мова      | Кількість осіб | Відсоток |
| --------- | -------------- | -------- |
| румунська | 227            | 66,8%    |
| угорська  | 95             | 27,9%    |
| циганська | 18             | 5,3%     |